# Krivnea, Varna
Krivnea (în bulgară Кривня) este un sat în comuna Provadia, regiunea Varna,  Bulgaria. 

## Demografie
Componența etnică a satului Krivnea
     Bulgari (60,05%)
     Turci (2,26%)
     Romi (33,16%)
     Nicio identificare (4,52%)
La recensământul din 2011, populația satului Krivnea era de 398 locuitori. Din punct de vedere etnic, majoritatea locuitorilor (60,05%) erau bulgari, existând și minorități de romi (33,16%) și turci (2,26%). Pentru 4,52% din locuitori nu este cunoscută apartenența etnică.